# 베트남 국방부
베트남 국방부(베트남어: Bộ Quốc phòng / 部國防)는 베트남 정부의 부서 가운데 하나로서 모든 군부대, 준군사 단위와 유사 기관을 포함하여 군사를, 관리, 조정, 감독한다. 국방부의 주요 사무소는 고대 하노이 성채 안에 위치해 있다. 목회는 베트남 사회주의 공화국 헌법과 기타 다양한 법률에 따라 운영된다. 내무부는 베트남 공산당 중앙군사위원회와 함께 〈꾸언도이년전〉(베트남어: Quân Đội Nhân Dân / 軍隊人民)이라는 신문을 발간한다.

## 조직

### 지휘체계
1992년 베트남 사회주의 공화국 헌법에 따라 국방부는 베트남 인민군과 다른 준군사 부대의 최고사령부를 맡고 있다. 국방부의 지휘 조직은 사무부(Văn phòng Bộ), 총참모부(Bộ Tổng tham mưu), 인민군 총정치부(Tổng cục chính trị) 및 기타 총국, 부서로 구성된다. 총참모부는 베트남 인민군과 다른 준군사 부대의 지휘 및 조정 기관으로, 현재 총참모장 및 국방부 차장인 도바띠(Đỗ Bá Tỵ) 중장이 지휘하고 있으며, 그는 부장이 부재 중에는 부장 대리를 맡게 된다.
현재 응오쑤옌릭( Ngô Xuân Lịch) 중장이 이끄는 총정치국은 베트남 공산당과 관련된 군대에서 정치, 도덕, 기타 활동을 담당하며, 군사법원과 조달청도 운영한다. 총정치국은 사무국의 주도적 활동을 받고 있으며, 중앙군사위원회의 직속 권한 하에 작전을 수행하는 경우가 많다. 이 밖에 국방부 총국(Tổng cục)으로는 다음과 같은 총국들이 있다.
- 기술총국(Tổng cục Kỹ thuật)
- 물류총국(Tổng cục Hậu cần)
- 군수제조총국(Tổng cục Công nghiệp quốc phòng)
- 군사첩보총국(Tổng cục Tình báo quốc phòng / Tổng cục 2)

국방부 직속 기관에는 다음과 같은 것들이 있다.
- 수색구조작전부(Cục Cứu hộ, cứu nạn)
- 외교관계부(Cục Đối ngoại)

국방부의 지휘 구조는 사무부(Văn phòng Bộ)가 조정하며, 이것은 군대의 중앙당위원회 사무국(Quân ủy Trung ương)으로서의 역할을 동시에 한다.

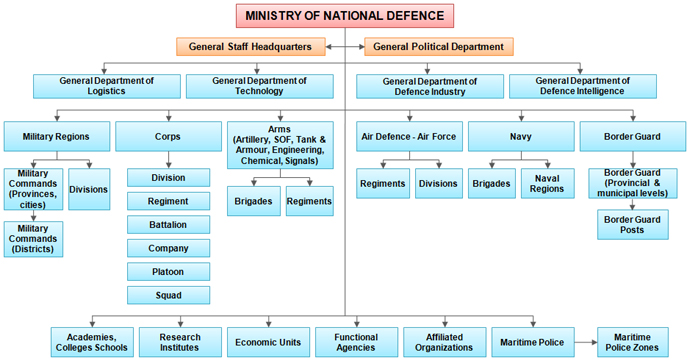
베트남 국방부의 구조

다음은 국방부 중앙 조직의 구조다.

### 구성
국방부는 베트남 인민 지상군, 베트남 인민해군, 베트남 인민해군, 베트남 인민공군, 베트남 국경방위군, 베트남 해안경비대 등이 소속된 베트남 인민군의 최고사령부다. 군사 활동과 부대를 조직하기 위해 베트남의 영토는 7개의 군사 지역과 하노이 지역을 포함하는 수도 고등 사령부로 나뉜다.
베트남의 주력, 핵심 병력은 정규군 45만 명과 예비군 약 500만 명을 거느린 베트남 인민군(VPA)이다. VPA의 육상부대는 다음과 같이 구성된다.
- 4개의 군단 : 1군단, 2군단, 3군단, 4군단
- 6개의 병종(베트남어: binh chủng / 兵種) : 포병, 탱크 및 기갑전단, 공병, 신호, 기술 및 화학
- 7개 관구(quân khu)와 1개 사령부(ộ tư lệnh): 1관구, 2관구, 3관구, 4관구, 5관구, 7관구, 9관구, 하노이 수도 최고사령부

국경 경비대, 해경, 공군 방공 및 해군은 VPA의 무기로 조직되며, 특히 해군은 5개 해관구(vùng hải quân, 1해관구~5해관구)로 나뉜다.
이 밖에 국방부는 총 21개 학원(베트남어: học viện / 學院)과 대학교(trường đại học), 1개의 단기대학(trường cao đẳng) 시스템을 운영한다. 베트남 국방사관학교(Học viện Quốc phòng)는 유일한 전략관 양성 기관이다.
국방부는 베트남의 대표적인 이동통신사 중 하나인 비엣텔 모바일(Viettel Mobile)을 포함하는 자체 경제 조직을 가지고 있다.

## 예산
국방부의 연간 예산은 베트남 GDP의 약 2%를 차지한다. 예산의 주요 부분은 장교, 해군, 군인의 유지와 그들의 작전 행동 준비로 사용된다. 최근 몇 년간 국방부의 예산은 다음과 같다.
| 년도              | 2005년  | 2006년  | 2007년    | 2008년    |
| 베트남 GDP        | 839,211 | 973,791 | 1,143,442 | 1,490,000 |
| 국방부 예산       | 16,278  | 20,577  | 28,922    | 27,024    |
| GDP 대비          | 1,872%  | 2,194%  | 2,529%    | 1,813%    |
| 단위: billion VND |         |         |           |           |